# Mézières (Fribourg)
Mézières is een gemeente en plaats in het Zwitserse kanton Fribourg, en maakt deel uit van het district Glâne.
Mézières telt 948 inwoners.